# IHL Man of the Year
Ironman Award bylo každoroční ocenění v International Hockey League, které zobrazovalo největší charitativní a vzdělávací vedoucí postavení v komunitě. Ocenění bylo rovněž nazyváno I. John Snider, II Trophy.

## Vítěz
| Ironman Award | Ironman Award    | Ironman Award       |
| Sezóna        | Hráč             | Tým                 |
| ------------- | ---------------- | ------------------- |
| 1992-93       | Robbie Nichols   | San Diego Gulls     |
| 1993-94       | Terry Ficorelli  | nebyl hokejista     |
| 1994-95       | Mike MacWilliam  | Denver Grizzlies    |
| 1995-96       | Graeme Townshend | Houston Aeros       |
| 1996-97       | Tim Breslin      | Chicago Wolves      |
| 1997-98       | Rod Miller       | Utah Grizzlies      |
| 1998-99       | Chris Marinucci  | Chicago Wolves      |
| 1999-00       | Pat MacLeod      | Cincinnati Cyclones |
| 2000-01       | Wendell Young    | Chicago Wolves      |